# قاعة هند (أغنية احتجاجية)
قاعة هند (بالإنجليزية: Hind's Hall)‏ هي أغنية احتجاجية صدرت في السابع من مايو عام 2024 لفنان الهيب هوب الأمريكي «ماكليمور».
تدعم الأغنية الاحتجاجات المؤيدة لفلسطين لعام 2024 في الجامعات الأمريكية وتدعو إلى وقف إطلاق النار في حرب الإبادة الإسرائيلية على غزة. «قاعة هند» هي إشارة إلى حصار الطلاب لقاعة هاميلتون في جامعة كولومبيا وإعادة تسميتها إلى «قاعة هند» تكريمًا للشهيدة «هند رجب»، وهي فتاة فلسطينية تبلغ من العمر ست سنوات قتلتها القوات الإسرائيلية في مجزرة تل الهوى في مدينة غزة.
ينتقد ماكليمور في أغنيته تمويل الولايات المتحدة لإسرائيل وقبول السياسيين الأمريكيين للعدعم المالي من منظمات الضغط المؤيدة لإسرائيل مثل «مسيحيون متحدون من أجل إسرائيل» و«أيباك» AIPAC. تَدين الأغنية أيضًا حظر الكونجرس لتيك توك، والفكر العنصري لسيادة العرق الأبيض الواضحة في قرارات الشرطة والسياسات الأمريكية، بالإضافة إلى الخلط بين معاداة اليهود ومعاداة الصهيونية. تشير قاعة هند أيضًا إلى الإبادة الجماعية والنكبة المستمرة وقتل الرجال والنساء والأطفال في قطاع غزة. يعتبر ماكليمور جو بايدن متواطئًا في مقتل المدنيين الفلسطينيين وتدمير البنية التحتية الفلسطينية ويعلن أنه لن يصوت لبايدن في الانتخابات الرئاسية الأمريكية لعام 2024. يُعد ماكليمور أيضًا مُنتقد صريح لدونالد ترامب، حيث ظهر في أغنية عام 2016 بعنوان " FDT (Fuck Donald Trump)، Pt. 2 . كما يدين ماكليمور تواطؤ صناعة الموسيقى في صمتها تجاه القضية الفلسطينية.
تستخدم أغنية قاعة هند لحن من أغنية «أنا لحبيبي» للمُطربة اللبنانية الشهيرة فيروز ، كما تَقتبس الكلمات الرئيسية من أغنية «تبًا للشرطة» (Fuck Tha Police) لمغني الراب الأمريكي «إن دبليو إيه» (NWA).